# The Andorian Incident
"The Andorian Incident" es el séptimo episodio de la serie de televisión Star Trek: Enterprise, siendo escrito por Brannon Braga, Fred Dekker y Rick Berman. Roxann Dawson fue la directora del episodio. Como uno de los episodios más significativos de la primera temporada, los eventos del episodio continuarían resonando en la tercera y cuarta temporada. Esto afectaría, en particular, a T'Pol y su familia..
En este episodio, el Capitán Archer y el Comandante Tucker, después de encontrar los mapas estelares de Vulcano incompletos, convencen a la Subcomandante T'Pol para que haga un viaje a P'Jem, un monasterio vulcano. Cuando llegan allí, descubren que el monasterio tiene invitados no deseados: los andorianos.

## Trama
El capitán Archer le comenta a T'Pol que había encontrado un puesto avanzado remoto en un planeta a unos años luz de su rumbo actual, y que le gustaría visitar un monasterio Vulcano de 3.000 años de antigüedad llamado P'Jem. En el camino, T'Pol lo describe como un antiguo retiro, un lugar para la práctica del kolinahr y la meditación pacífica. También explica los estrictos protocolos de visita: no deben hablar con nadie a menos que hablen con ellos primero, ni tocar ninguna reliquia. Al llegar a P'Jem, un anciano vulcano intenta despedir al equipo visitante, pero Archer nota la forma reflejada de un intruso armado. Aunque logran someterlo, son rápidamente capturados por un grupo más grande de Guardias Imperiales andorianos, liderados por el Comandante Shran.
Shran interroga a Archer y le pregunta si han traído más equipo de vigilancia para los vulcanos. Los andorianos encierran al equipo visitante con los monjes vulcanos, quienes explican que los andorianos, vecinos de Vulcano, creen que P'Jem oculta un conjunto de sensores de largo alcance, y la llegada de T'Pol y la Enterprise desafortunadamente ha amplificado sus sospechas. Cuando la Enterprise intenta contactar al equipo visitante, Shran les advierte que no interfieran y destruye sus comunicadores. Durante el interrogatorio, al no creer erróneamente las protestas de ignorancia de Archer, los andorianos lo golpean.
Al ver a Archer, los monjes ceden y llevan al comandante Tucker a un antiguo transmisor en las catacumbas. Después de reparar el dispositivo, Archer logra enviar una señal a la Enterprise para decirle que espere. Pronto, el teniente Reed y un equipo de seguridad se transportan a los túneles y eliminan a la mayoría de los andorianos con cargas explosivas y disparos de fáser. Shran escapa al Relicario, donde un tiroteo revela una gran puerta moderna. Archer la abre y revela una cámara de sensores de alta tecnología. Con el engaño vulcano expuesto, Archer deja ir a los andorianos con el escáner de palma de T'Pol como evidencia de la instalación. Shran comenta que ahora está en deuda con Archer.

## Producción

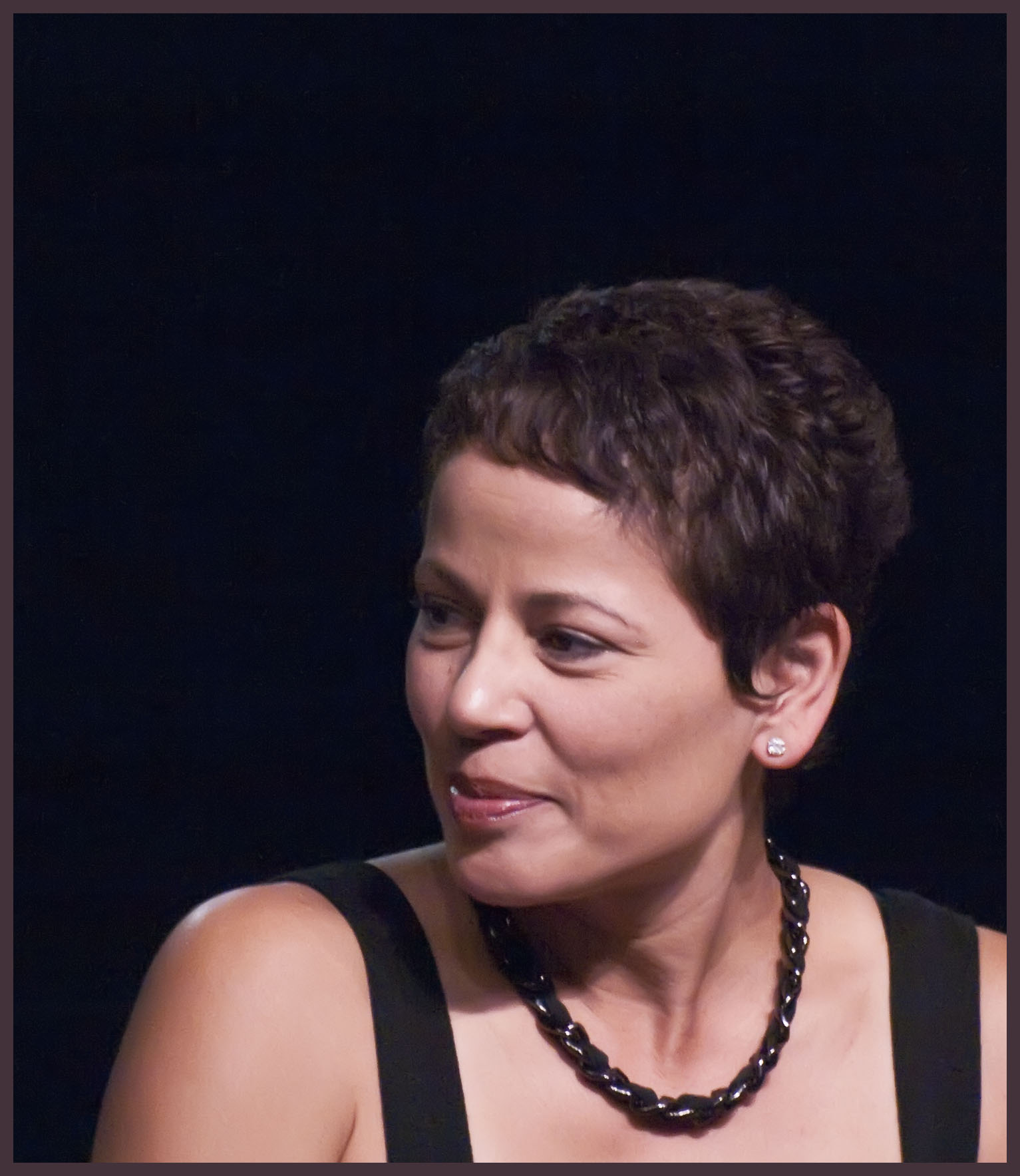
Este fue el primero de diez episodios de Enterprise dirigido por Roxann Dawson.

Este episodio fue dirigido por Roxann Dawson, conocida por interpretar a la ingeniera B'Elanna Torres en Star Trek: Voyager. En la fiesta de clausura de Voyager , Rick Berman le dijo que ella dirigiría Enterprise.  Este fue el primero de diez episodios de Enterprise que dirigió y dijo que disfrutó la experiencia de hacer el episodio, así como la historia que contaba. El productor consultor y escritor Fred Dekker explicó que la idea del episodio vino de Rick Berman y Brannon Braga, y juntos tres de ellos desglosaron la premisa en la historia. El mensaje de la historia era que "demasiada religión y política, combinadas, son egoístas y están envueltas en subterfugios".Brannon Braga dijo que lograron tomar "los extraterrestres más tontos del original" y hacerlos creíbles e incluso amenazantes. Hizo hincapié en la importancia del reparto y de tener a Jeffrey Combs en el papel del comandante andoriano Shran, alguien "que sabes que va a lograrlo y darle dimensión [...] Además, los fanáticos lo aman".El diseñador de producción Herman Zimmerman describió "The Andorian Incident" como el episodio más desafiante de la primera temporada con la excepción del piloto, "Broken Bow", debido al volumen de trabajo que se requirió para construir el monasterio vulcano de P'Jem.

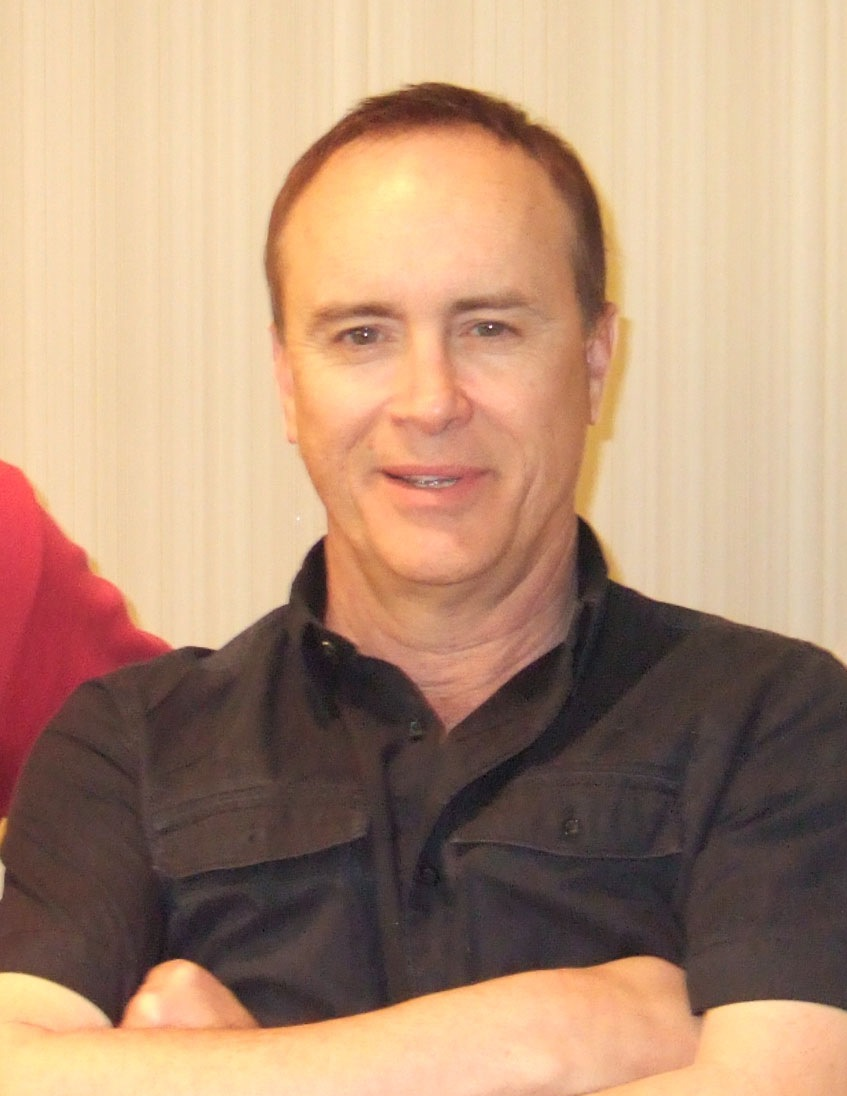
Jeffrey Combs hace su primera aparición como el comandante andoriano Shran.

Jeffrey Combs interpreta al comandante andoriano Shran. Combs había aparecido previamente en Star Trek: Deep Space Nine en varios personajes como Weyoun y el Ferengi Brunt. A Combs se le ofreció un papel de estrella invitada sin tener que hacer una audición. Antes de aceptar, quiso saber más y le dijeron que el personaje era andoriano y que no moriría al final del episodio. Combs dijo que el papel fue un regalo, ya que Shran le permitió interpretar un tipo de personaje muy diferente: "Tuve que interpretar a un capitán, alguien con un verdadero resentimiento" e imaginó a James Cagney como la base para su personaje, "un tipo pequeño y duro que se mantiene firme, y hay que atravesarlo, no rodearlo".Dawson elogió al elenco; sobre la actuación de Combs como Shran, dijo: "Creo que los estableció como un color permanente en este programa; es realmente genial" y sobre Bakula como el Capitán Archer, dijo: "Scott Bakula es un sueño fabuloso. Pone el listón alto y el elenco lo sigue. El elenco es extremadamente fuerte". Dawson tenía reservas sobre los andorianos, queriendo que fueran más creíbles y amenazantes que en la serie original. Elogió a Combs y dijo: "Fue maravilloso trabajar con él" y "Realmente creó un personaje extraordinario allí, ¿no?".

## Transmisiones
Este episodio fue transmitido por primera vez por UPN el 31 de octubre de 2001. Según Nielsen Media Research, recibió una calificación de 4,5/7 entre los adultos. Esto significa que tuvo una media de 7,19 millones de espectadores.   La caída de los ratings se debió a la competencia de la cobertura del béisbol de la Serie Mundial en Fox al mismo tiempo.  
Este episodio se transmitió de forma gratuita el 5 de abril de 2021, como parte del evento del Día del primer contacto en Startrek.com, junto con varios otros episodios y mesas redondas con actores de Star Trek.

## Recepción
Entertainment Weekly le dio al episodio una crítica positiva y disfrutó de la revelación al final: "cada serie hace un valiente intento de sorprender. Pero los resultados rara vez son tan exitosos" [como este]. IGN lo calificó con 3 sobre 5.Keith DeCandido de Tor.com le dio ocho sobre diez en su repetición de 2022 y escribió: "este es un episodio fantástico de Enterprise, que hace exactamente el tipo de cosas que la precuela puede funcionar bien". También elogia a los actores, particularmente a Blalock, por su actuación comedida y conflictiva.
SyFy Portal clasificó el episodio 38 de los 40 mejores episodios de Star Trek, y dijo que episodios como este revelaron el potencial inicial del programa, pero eso no se cumplió de manera consistente hasta Manny Coto y la temporada 4. En 2016, The Hollywood Reporter clasificó "The Andorian Incident" como el centésimo mejor episodio de Star Trek , y destacó cómo estableció la historia de los andorianos y vulcanos en la serie. En 2016, Empire lo clasificó como el 36.º mejor de los más de 700 episodios de televisión de Star Trek.
En su guía de visualización compulsiva, Wired recomendó este episodio como uno para ver, calificándolo de ejemplo de "mostrar cosas que los fanáticos habían querido ver durante mucho tiempo".En una entrevista de 2015 con algunos miembros del elenco del programa, SyFy recomendó este episodio como uno de los favoritos del elenco. En 2016, Treknews.net clasificó a "The Andorian Incident" como uno de los diez mejores episodios de Enterprise; observan cómo el Capitán Archer debe lidiar con un andoriano, Shran, que se presenta en este episodio. En 2016, TrekNews.net lo calificó en el noveno lugar entre sus diez episodios más esenciales de Enterprise. En 2021, The Digital Fix dijo que este era el mejor episodio de la primera temporada de Enterprise.

## Medios domésticos
Este episodio se lanzó como parte de la primera temporada de Enterprise, que se lanzó en alta definición en disco Blu-ray el 26 de marzo de  2013;tiene vídeo de 1080p y una pista de sonido DTS-HD Master Audio.